# Pojok (Campur Darat)
Pojok is een bestuurslaag in het regentschap Tulungagung van de provincie Oost-Java, Indonesië. Pojok telt 5574 inwoners (volkstelling 2010).